# 班台育青中学
班台育青中学（英語：Yik Ching High School），为一所位于马来西亚霹雳州曼绒县班台的華文獨立中學，创办于1962年，现學生人数逾400人。该中学的课程教育分为初、高中两个阶段。初中阶段不分科，学生毕业时参加统考。高中阶段的课程分为分为理科班和文商班进行教授，该校学生可以选择性报考马来西亚教育文凭（SPM）。

## 校训
「诚」「正」「力」「行」